# 阿尔多·马尔代拉
阿尔多·马尔代拉（義大利語：Aldo Maldera，1953年10月14日—2012年8月1日），意大利男子足球运动员，场上位置是后卫。他曾代表意大利国家队参加1978年国际足联世界杯和1980年欧洲足球锦标赛。